# Bartolomeu Manuel Mendes dos Reis
Dom Bartolomeu Manuel Mendes dos Reis (Cercosa 23 de agosto de 1720 - Lisboa 7 de março de 1799)  foi Bispo da Igreja Católica Romana

## Biografia
Dom Manuel Mendes dos Reis nasceu em Cercosa, Portugal em 23 de agosto de 1720. Foi ordenado sacerdote em 21 de setembro de 1743 , nesta mesma cidade.
Em 29 de janeiro de 1753 foi nomeado Bispo de Macau colônia de Portugal na China sendo sagrado aos 25 de julho de 1753 . Foi nomeado 2º Bispo de Mariana em 8 de março de 1773 . Por se encontrar na China, distante de Mariana, Dom Bartolomeu, ao saber de sua nomeação, empreendeu uma viagem até Lisboa desanimando-se, porém de atravessar o oceano e chegar até o Brasil (isto não é verdade - D. Bartolomeu estava em Lisboa quando foi nomeado para a cátedra de Mariana. Tinha saído de Macau sob pretexto de tratar de uns problemas de saúde).
Tomou posse de sua diocese através de procuradores e nesta mesma situação governou a diocese por 5 anos e 8 meses. Renunciou ao bispado de Mariana em 28 de agosto de 1778   e permaneceu morando em Lisboa até sua morte, em 7 de março de 1799  . O fato é que após os mandos para a extinção da Companhia de Jesus na Ásia, a mando do Marquês de Pombal, viu-se sem condições políticas de manter no Bispado Macense. Retornando a Portugal, viu-se na mira de seus desafetos políticos e clericais, tendo sido acusado de desvio de verba do Bispado, como provável retaliação. 